# Élections régionales de 1981 à Berlin-Ouest

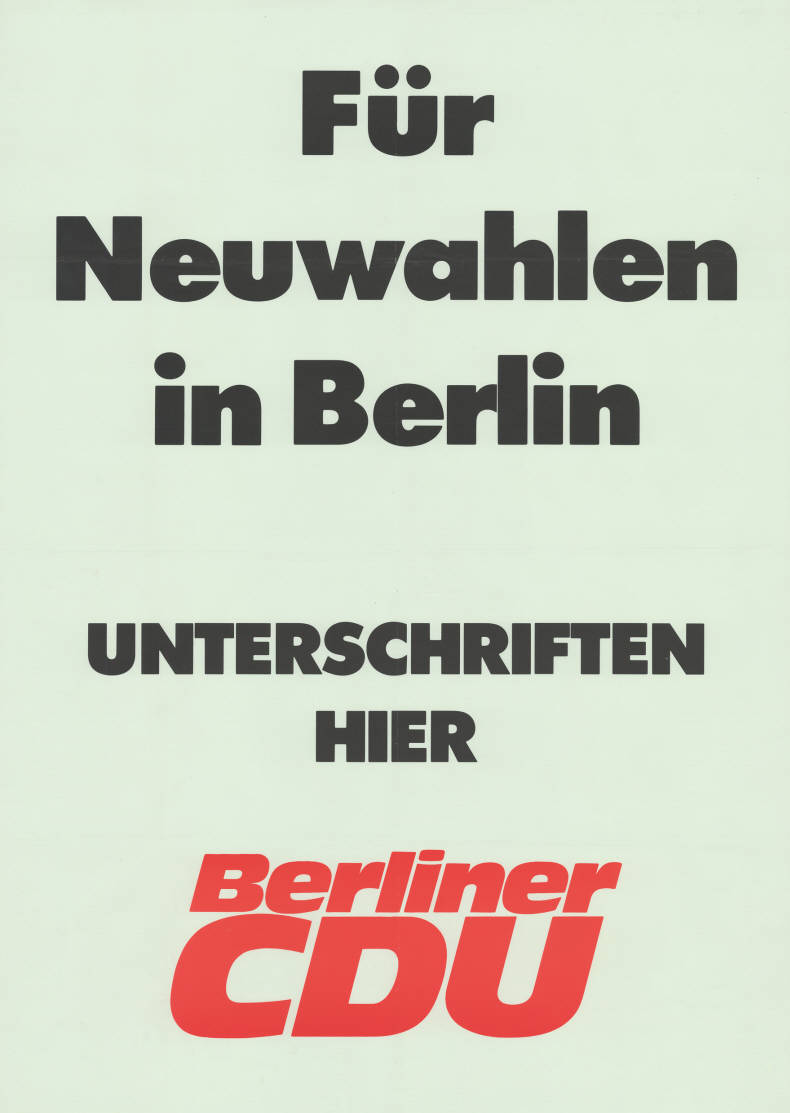
Pour de nouvelles élections à Berlin ! Affiche électorale du CDU à Berlin.

Les élections pour la 9e législature de la Abgeordnetenhaus de Berlin-Ouest se sont tenues de façon anticipée le 10 mai 1981, vingt-six mois après le précédent scrutin.

## Résultats
- La participation s'est élevée à 85,3 % des 1 514 642 électeurs inscrits.

| Parti | Parti                                        | Voix      | %      | +/-  | Sièges | +/- |
| ----- | -------------------------------------------- | --------- | ------ | ---- | ------ | --- |
|       | Union chrétienne-démocrate d'Allemagne (CDU) | 605 265   | 48,0 % | +3,6 | 65     | +2  |
|       | Parti social-démocrate (SPD)                 | 483 778   | 38,3 % | -4,4 | 51     | -10 |
|       | Liste alternative (AL)                       | 90 653    | 7,2 %  | +4,5 | 9      | +9  |
|       | Parti libéral-démocrate (FDP)                | 70 529    | 5,6 %  | +4,0 | 7      | -4  |
|       | Autres                                       | 11 941    | 0,9 %  | n/a  | 0      | n/a |
| TOTAL | TOTAL                                        | 1 262 166 | 100 %  | n/a  | 132    | -3  |

## Analyse
Malgré le fait que le parlement régional ait perdu trois sièges, la CDU de Richard von Weizsäcker rate de deux sièges la majorité absolue. Elle obtient toutefois un nombre de sièges supérieur à celui de la coalition sociale-libérale (SPD-FDP) du bourgmestre-gouverneur sortant, Hans-Jochen Vogel. Ce scrutin marqua donc la sortie du SPD du gouvernement de Berlin-Ouest pour la première fois depuis 1949.
Richard von Weizsäcker forma un gouvernement minoritaire jusqu'en 1983, lorsqu'il réussit à constituer une coalition noire-jaune avec le FDP.